# Włostówka
Włostówka – dawna wieś, nazwa zniesiona, w Polsce, obecnie w granicach wsi Wilczyce w województwie małopolskim, w powiecie limanowskim, w gminie Dobra
Włostówka leżała między Wilczycami a Półrzeczkami. Obecne w miejscu tym znajdują się części Wilczyc o nazwach: Czernki, Pietrzki, Palikije, Zagroda i Żaki.
Włostówka to dawniej wieś i gmina jednostkowa w Bezirk Tymbark, licząca w połowie XIX wieku 112 mieszkańców. W 1921 roku we Włostówce mieszkało 130 osób wyznania rzymskokatolickiego (67 mężczyzn i 63 kobiety) w 28 budynkach. Następnie włączona do Wilczyc. 